# Иоганн I фон Лихтенштейн
Иоганн I фон Лихтенштейн (нем. Johann Baptist Joseph Adam Johann Nepomuk Aloys Franz de Paula; 26 июня 1760 — 20 апреля 1836) — 10-й фюрст (князь) Лихтенштейна, возглавлял род в 1805—1806 и в 1814—1836 годах. Он был последним князем, правившим Лихтенштейном в составе Священной Римской империи (в 1805—1806 годах). В 1806—1814 годах правил Лихтенштейном в качестве регента.

## Молодые годы
Иоганн был четвёртым сыном Франца Иосифа I. В 22 года он выбрал военную карьеру, и вступил в армию, став лейтенантом кирасирского полка. Во время войны Австрии с Турцией в 1787—1791 годах он сделал быструю карьеру, став майором, подполковником, а затем и полковником. Он проявил себя как хороший офицер-кавалерист, и в 1790 году был награждён Военным орденом Марии Терезии.

## Войны французской революции
Во время войны Первой коалиции Иоганн возглавил отряд в 2.000 кавалеристов во время «необычайно эффективной кавалерийской атаки» под Авен-ле-Се 12 сентября 1793 года. В ходе этой битвы он разбил семитысячное французское войско, убив и ранив 2.000 человек, а также взяв 2.000 человек пленными и захватив 20 пушек, в то время как его люди потеряли лишь 69 человек. Также он принимал участие во многих других сражениях, и вскоре был произведён в генерал-майоры. 
В июне 1794 года он принял участие в битве при Флерюсе. 3 сентября 1796 года в битве при Вюрцбурге он командовал смешанной пехотно-кавалерийской бригадой в составе дивизии Антона Стараи. После этой битвы он был удостоен командорской степени Военного ордена Марии Терезии.
Во время войны Второй коалиции Иоганн командовал австрийским резервом в битве при Треббии. В августе 1799 года он был повышен в звании до генерал-лейтенанта. В ноябре-декабре Иоганн командовал отрядом в 8.000 человек во время успешной осады Кунео. 3 декабря 1800 года он командовал кавалерийской дивизией численностью 5.109 человек во время битвы при Гогенлиндене. В 1801 году награждён большим крестом Военного ордена Марии Терезии.

## Наполеоновские войны
Иоганн отличился во время войны Третьей коалиции. В битве под Аустерлицем он командовал кавалерией 5-й колонны. Его войска сражались хорошо, хотя и не смогли спасти австро-русскую армию от сокрушительного поражения. После этого он принимал участие в переговорах с Наполеоном, итогом которых стал Пресбургский мир. В 1808 году Иоганн получил звание генерала кавалерии.
Во время войны Пятой коалиции Иоганн командовал 1-м резервным корпусом армии эрцгерцога Карла. Он командовал кавалерией и гренадерами в Экмюльской битве 22 апреля 1809 года, Асперн-Эсслингской битве 21-22 мая 1809 года и Ваграмской битве 5-6 июля 1809 года. Иоганн взял на себя командование основной армией после отставки эрцгерцога Карла и сохранял командование до конца года. В сентябре император Франц II произвёл его в фельдмаршалы. Именно Иоганн подписал Шёнбруннский мир от имени Австрии. После этого Иоганн был обвинён в нехватке дипломатических навыков, и в 1810 году ушёл в отставку.
3 октября 1813 года российский император Александр I пожаловал князю Лихтенштейну орден св. Георгия 3-й степени (№ 329 по кавалерским спискам).

## Правитель
В качестве князя Лихтенштейна Иоганн проводил прогрессивные реформы, но в то же время придерживался абсолютистского стиля правления. В 1818 году он даровал стране конституцию, хотя и ограниченную. Он поощрял сельское хозяйство и лесоводство, и радикально реформировал свою администрацию, пытаясь соответствовать требованиям современного государства.
В 1806 году Наполеон включил Лихтенштейн в Рейнский союз, сделав его независимым государством. Венский конгресс сохранил независимость Лихтенштейна. В 1815 году Лихтенштейн стал членом Германского союза.
В 1806 году Иоганн стал 869-м рыцарем австрийского Ордена Золотого руна.

## Семья и дети
12 апреля 1792 года Иоганн Лихтенштейн женился в Вене на ландграфине Марии Йозефе Софье цу Фюрстенберг-Вейтра, даме имперского двора и даме Ордена Звёздный крест. У них было 15 детей:
- княгиня Мария Леопольдина Йозефа Софья Эмилиана (11 сентября 1793 — 28 июля 1808)
- княгиня Каролина (2 февраля 1795 — умерла в младенчестве)
- Алоис II, князь Лихтенштейна (1796—1858)
- княгиня Мария Софья Йозефа (5 сентября 1798 — 27 июня 1869), которая 4 августа 1817 года вышла замуж в Вене за Винценза, графа Эстерхази; детей у них не было
- княгиня Мария Йозефа (11 января 1800 — 14 июня 1884), замуж не выходила и детей не имела
- князь Франц де Паула (1802—1887), женился на графине Юлии Потоцкой. Его правнук — Франц Иосиф II, князь Лихтенштейна
- князь Карл Иоганн (1803—1871), женился на Розалии д’Гемрикурт, графине фон Грюнне.
- княгиня Клотильда Леопольдина Йозефа (19 августа 1804 — 27 января 1807)
- княгиня Генриетта (1 апреля 1806 — 15 июня 1886), которая 1 октября 1825 года вышла замуж в Вене за Йозефа, графа Хунъяди фон Кетели
- князь Фридрих Адальберт (22 сентября 1807 — 1 мая 1885), 1.018-й рыцарь австрийского Ордена Золотого руна, 15 сентября 1848 года в Шлосс-Розегг женился на Иоганне Софье Кристиане Лёве; детей у них не было
- князь Эдуард Франц (1809—1864), женился на графине Гонории Холоневской
- князь Август Людвиг Игнац (22 апреля 1810 — 27 мая 1824)
- княгиня Ида Леопольдина Софья Мария Йозефа Франциска (12 сентября 1811 — 27 июня 1884), дама имперского двора, дама Ордена Звёздный крест, 30 июля 1832 года вышла замуж в Вене за Карла Фюрста Паара Фрайхерр ауф Гартберг унд Кроттенштайн, потомственного грандмастера почты имперского двора
- князь Рудольф Мария Франц Плацидус (5 октября 1816 — 19 июня 1848), не женился, детей не было